# Carpinus tsaiana
Carpinus tsaiana — вид квіткових рослин з родини березових. Поширення: Китай (східний Юньнань, південно-західний Гуйчжоу).

## Біоморфологічна характеристика
Дерева заввишки до 30 м; кора сіра, розсічена. Гілочки пурпурно-червоні, голі. Ніжка листка ≈ 1.5 см, гола або рідко ворсинчаста. Листкова пластинка еліптична, довгаста, довгасто-ланцетна або яйцеподібно-ланцетна, 7–14 × 4.5–6 см, знизу рідко ворсинчаста вздовж жилок, бородчаста в пазухах бічних жилок, зверху гола, густо залозиста, основа серцеподібна або косо серцеподібна, край нерівномірно і подвійно дрібно-пилчастий, верхівка загострена; бічних жилок 14–16 з кожного боку від середньої жилки. Жіноче суцвіття 10–14 см. Горішок трикутно-яйцеподібний або широкояйцеподібний, 5–6 см, густо запушений, густо ворсинчастий на верхівці, помаранчево смолисто залозистий, чітко ребристий. Цвітіння: травень і червень, плодіння: липень — вересень.

## Середовище
Зростає на висотах від 1200 до 1500 метрів. Це високе дерево росте на вапнякових гірських схилах та в долинах. Загрози невідомі.